# Тростинний ліс
«Тростинний ліс» (латис. Meldru mežs) — радянський художній фільм режисера Еріка Лациса, знятий за сценарієм Егонса Лівса на Ризькій кіностудії в 1971 році.

## Сюжет
Невелике колгоспне рибальське судно «Альбатрос» в умовах зимової негоди отримало кілька пробоїн і затонуло поблизу узбережжя. З чотирьох чоловік команди врятувався тільки рибалка Степс, що зважився стрибнути в крижану воду. У результаті виниклого непорозуміння товариші підозрюють його в малодушності. Ситуація ускладнюється тим, що він і сам вважає себе винним. Після того як від нього пішла дружина, Степс їде в Ригу, перебиваючись випадковим заробітком. Деякий час по тому водолази повторно оглянули місце аварії. Знайдені тіла загиблих рибалок дозволили зняти зі Степса звинувачення в нібито скоєному ним непристойному вчинку.

## В ролях
- Улдіс Пуцитіс — Степс
- Олга Дреге — Еріка
- Улдіс Думпіс — Албінс
- Аусма Кантане — Яніна
- Майріта Круміня — Урсула
- Улдіс Лієлдіджс — Лаува
- Ліґа Ліепіня — Фанні
- Карліс Себріс — Норд
- Едуардс Павулс — Пусстабс
- Едгарс Лієпіньш — Квелде
- Антра Лієдскалниня — Анна
- Освальд Берзіньш — Арнольд
- Арнольд Калниньш — Анцис
- Егонс Майсакс — Гундарс
- Хелена Романова — дружина Пусстабса
- Велта Скурстене — гардеробниця

## Знімальна група
- Автор сценарію: Егонс Лівс
- Режисер-постановник: Ерік Лацис
- Оператор-постановщик: Гвідо Скулте
- Композитор: Адольф Скулте
- Художник-постановщик: Улдіс Паузерс